# Джефф Гогген
Джефф Гогген (англ. Jeff Hoggan, нар. 1 лютого 1978, Гоуп) — канадський хокеїст, що грав на позиції крайнього нападника.

## Ігрова кар'єра
Хокейну кар'єру розпочав 1997 року виступами за юніорський клуб «Павелл Рівер Кінгс». Три сезони відіграв за університетську команду «Небраска-Омаха».
Після трьох сезонів у складі «Х'юстон Аерос» (АХЛ) у 2005 підписав контракт з «Сент-Луїс Блюз», як вільний агент. Відігравши два сезони в фарм-клубі «Провіденс Брюїнс» Джефф переходить, як вільний агент до «Фінікс Койотс». Але і тут більшість часу він проводить у складі фарм-клубу «Сан-Антоніо Ремпедж».
У липні 2010 підписує однорічний контракт з «Вольфсбургом». 14 червня 2011, Гогген уклав однорічний контракт з «Ганновер Скорпіонс».
9 жовтня 2012, укладає однорічний контракт з «Гранд Репідс Гріффінс», після здобуття Кубка Колдера в 2013, 9 липня укладає новий дворічний контракт з «Гріффінс».
6 липня 2015, укладає однорічний контракт з «Гранд Репідс Гріффінс». Виступає в матчі всіх зірок АХЛ, причому, як капітан команди. Після завершення сезону Джефф на правах вільного агента покидає команду.
Влітку 2016 укладає однорічний контракт з «Айова Вайлд». Після сезону 2016/17 завершив кар'єру гравця.

## Нагороди та досягнення
- Володар Кубка Колдера в складі «Гранд Репідс Гріффінс» — 2013.

## Статистика
| Сезон        | Клуб                       | Ліга         | Регулярний сезон | Регулярний сезон | Регулярний сезон | Регулярний сезон | Регулярний сезон | Плей-оф | Плей-оф | Плей-оф | Плей-оф | Плей-оф |
| Сезон        | Клуб                       | Ліга         | І                | Г                | П                | О                | ШХ               | І       | Г       | П       | О       | ШХ      |
| ------------ | -------------------------- | ------------ | ---------------- | ---------------- | ---------------- | ---------------- | ---------------- | ------- | ------- | ------- | ------- | ------- |
| 1997–98      | «Павелл Рівер Кінгс»       | БКХЛ         | 59               | 38               | 34               | 72               | 85               | —       | —       | —       | —       | —       |
| 1999–00      | Університет Небраска-Омаха | НКАА         | 34               | 16               | 9                | 25               | 82               | —       | —       | —       | —       | —       |
| 2000–01      | Університет Небраска-Омаха | НКАА         | 42               | 12               | 17               | 29               | 78               | —       | —       | —       | —       | —       |
| 2001–02      | Університет Небраска-Омаха | НКАА         | 41               | 24               | 21               | 45               | 92               | —       | —       | —       | —       | —       |
| 2001–02      | «Х'юстон Аерос»            | АХЛ          | —                | —                | —                | —                | —                | 4       | 0       | 0       | 0       | 2       |
| 2002–03      | «Х'юстон Аерос»            | АХЛ          | 65               | 6                | 5                | 11               | 45               | 14      | 1       | 2       | 3       | 23      |
| 2003–04      | «Х'юстон Аерос»            | АХЛ          | 77               | 21               | 15               | 36               | 88               | 2       | 0       | 1       | 1       | 4       |
| 2004–05      | «Вустер АйсКетс»           | АХЛ          | 47               | 16               | 9                | 25               | 55               | —       | —       | —       | —       | —       |
| 2005–06      | «Сент-Луїс Блюз»           | НХЛ          | 52               | 2                | 6                | 8                | 34               | —       | —       | —       | —       | —       |
| 2006–07      | «Бостон Брюїнс»            | НХЛ          | 46               | 0                | 2                | 2                | 33               | —       | —       | —       | —       | —       |
| 2006–07      | «Провіденс Брюїнс»         | АХЛ          | 22               | 4                | 7                | 11               | 27               | 13      | 4       | 3       | 7       | 17      |
| 2007–08      | «Провіденс Брюїнс»         | АХЛ          | 71               | 29               | 31               | 60               | 59               | 5       | 3       | 4       | 7       | 4       |
| 2007–08      | «Бостон Брюїнс»            | НХЛ          | 1                | 0                | 0                | 0                | 0                | —       | —       | —       | —       | —       |
| 2008–09      | «Сан-Антоніо Ремпедж»      | АХЛ          | 60               | 22               | 13               | 35               | 64               | —       | —       | —       | —       | —       |
| 2008–09      | «Фінікс Койотс»            | НХЛ          | 4                | 0                | 1                | 1                | 7                | —       | —       | —       | —       | —       |
| 2009–10      | «Сан-Антоніо Ремпедж»      | АХЛ          | 70               | 13               | 20               | 33               | 44               | —       | —       | —       | —       | —       |
| 2009–10      | «Фінікс Койотс»            | НХЛ          | 4                | 0                | 0                | 0                | 2                | —       | —       | —       | —       | —       |
| 2010–11      | «Вольфсбург»               | ДХЛ          | 38               | 11               | 10               | 21               | 63               | 2       | 0       | 0       | 0       | 2       |
| 2011–12      | «Ганновер Скорпіонс»       | ДХЛ          | 43               | 14               | 14               | 28               | 14               | —       | —       | —       | —       | —       |
| 2012–13      | «Гранд Репідс Гріффінс»    | АХЛ          | 76               | 20               | 25               | 45               | 31               | 24      | 5       | 7       | 12      | 14      |
| 2013–14      | «Гранд Репідс Гріффінс»    | АХЛ          | 59               | 14               | 17               | 31               | 31               | 10      | 4       | 1       | 5       | 12      |
| 2014–15      | «Гранд Репідс Гріффінс»    | АХЛ          | 76               | 14               | 17               | 31               | 23               | 16      | 2       | 7       | 9       | 26      |
| 2015–16      | «Гранд Репідс Гріффінс»    | АХЛ          | 67               | 9                | 3                | 12               | 22               | 9       | 0       | 1       | 1       | 4       |
| 2016–17      | «Айова Вайлд»              | АХЛ          | 61               | 7                | 5                | 12               | 33               | —       | —       | —       | —       | —       |
| Усього в НХЛ | Усього в НХЛ               | Усього в НХЛ | 107              | 2                | 9                | 11               | 76               | —       | —       | —       | —       | —       |